# Alcinoos
Pour les articles homonymes, voir Alcinoos (homonymie).
Dans la mythologie grecque, Alcinoos, Alcinoüs, Alkinoüs ou Alkinoos (en grec ancien : Ἀλκίνοος / Alkínoos, « esprit puissant ») est un fils de Nausithoos ou de Phéax, et le père par Arété de Nausicaa, de Clytonée, Halios et Laodamas.

## Mythe

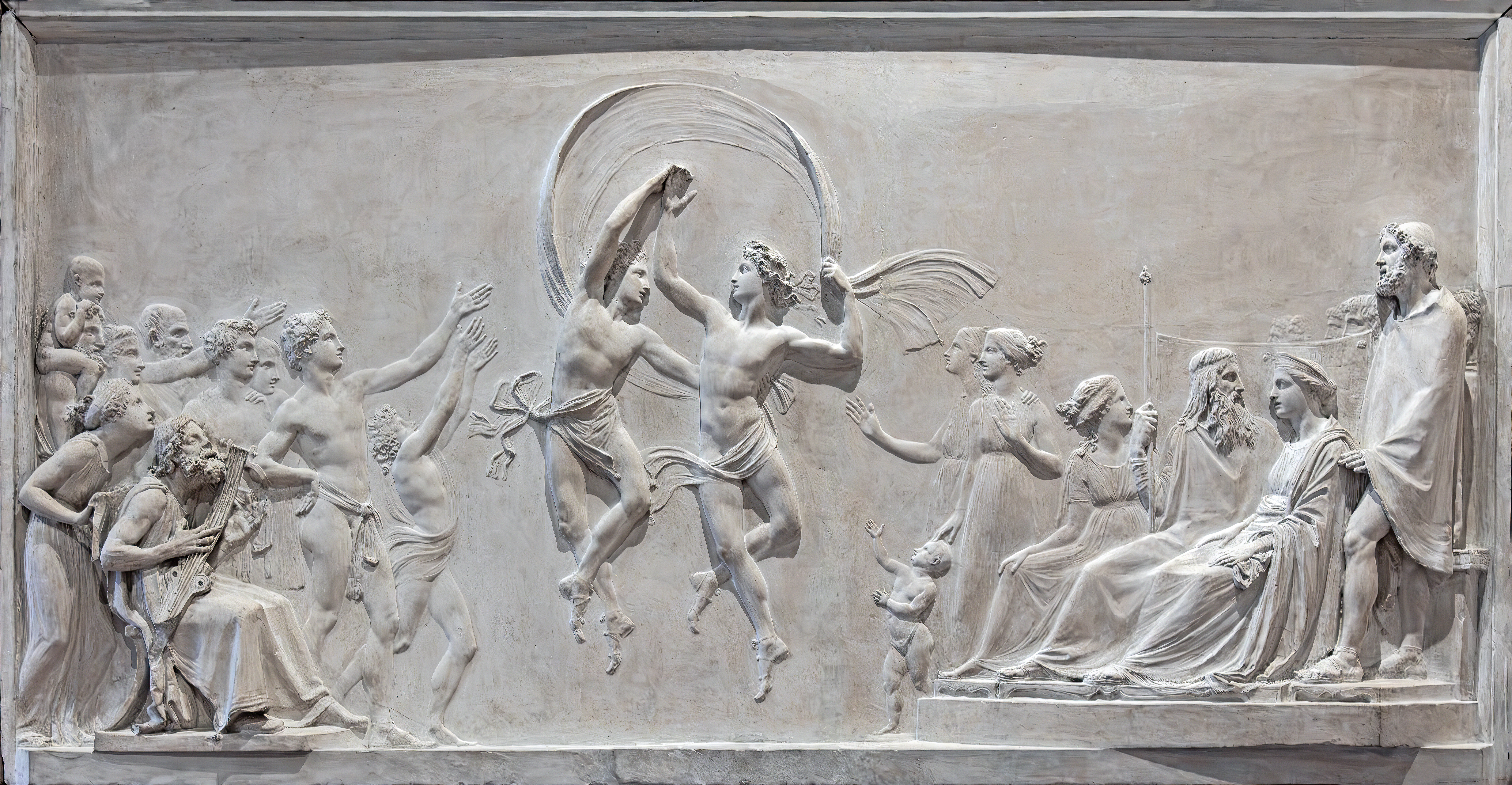
Danse des enfants d'Alcinoos Antonio Canova Musée Correr.

### Argonautiques
Dans le mythe de Jason et des Argonautes, Alcinoos est représenté comme vivant à Drepanum avec sa femme Arété. Les Argonautes, de retour de Colchis, débarquèrent sur cette île. Quand les Colchiens, dans leur poursuite des Argonautes, y arrivèrent de même et demandèrent que Médée, l'amoureuse de Jason, leur soit rendue, Alcinoos déclara que si elle était encore vierge elle devait leur être rendue, mais que si elle était déjà mariée à Jason, il protégerait lui-même le couple contre les Colchiens. Arété, entendant cela, maria sur le champ Jason et Médée. Les Colchiens furent contraints, par le stratagème d'Arété, à partir sans leur princesse, et les Argonautes reprirent leur voyage de retour, après avoir reçu de magnifiques présents d'Alcinoos,,.

### Odyssée

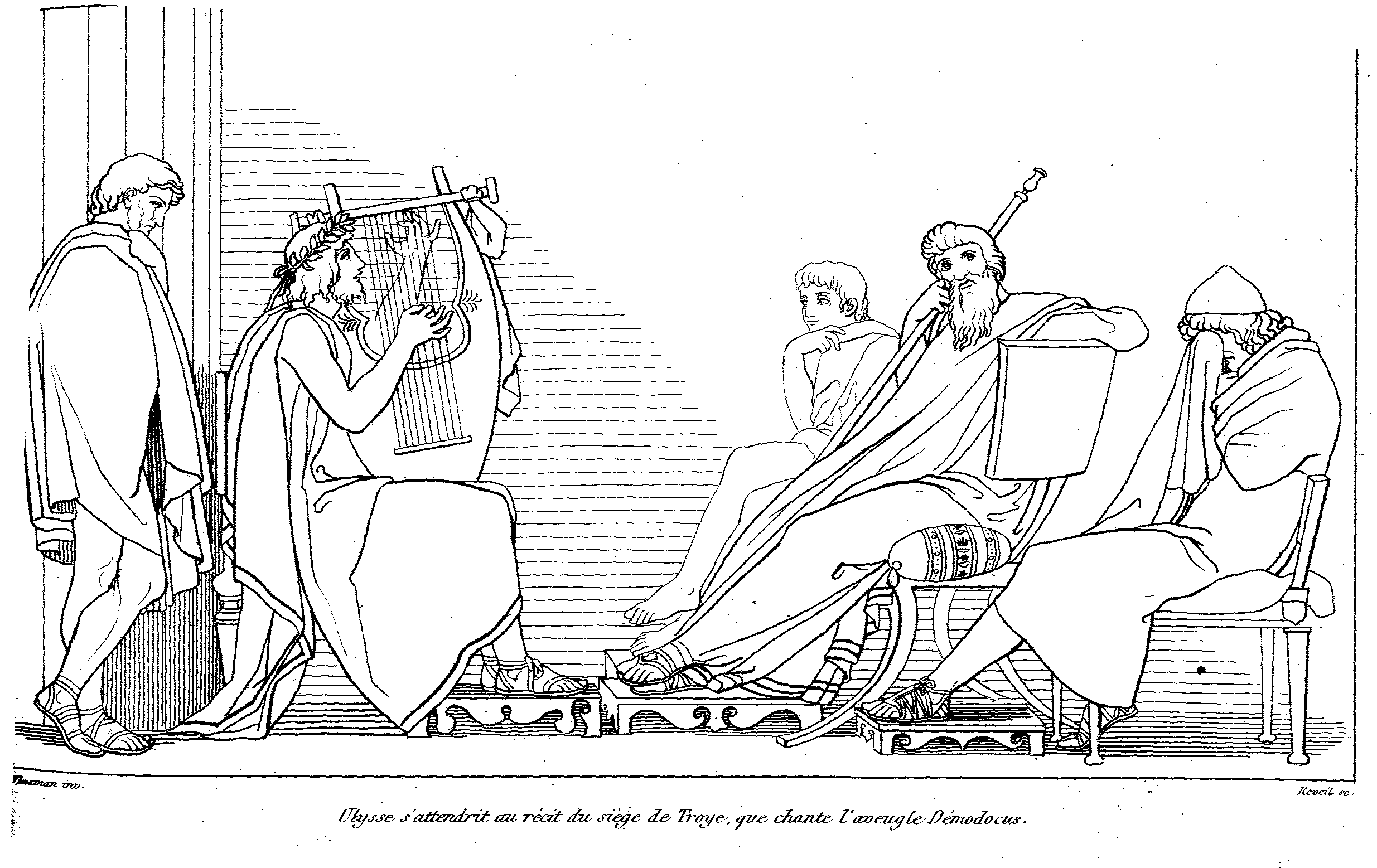
Démodocos chantant devant Ulysse et Alcinoos, illustration de John Flaxman (1810)

Selon Homère, Alcinoos était le chef des Phéaciens sur l'île de Schérie et il avait par Arété cinq fils et une fille, la princesse Nausicaa. Par  rapport au temps qu'Ulysse passe auprès d'Alcinoos, on peut considérer que la taille du récit chez Homère est très importante — on peut notamment comparer à la version concise d'Hygin. Alcinoos offre de nombreux présents à Ulysse avant qu'il ne parte.

### Sources antiques
- Argonautiques orphiques [détail des éditions] [lire en ligne], 1288 ss.
- Homère, Odyssée [détail des éditions] [lire en ligne], VI-XIII.
- Hygin, Fables [détail des éditions] [(la) lire en ligne], 125-126.